# 川道武男
川道 武男（かわみち たけお、1944年1月31日 - ）は、日本の動物学者。

## 経歴
富山県魚津市出身。1967年北海道大学理学部生物学科（動物学専攻）卒業、1973年同大学大学院理学研究科博士課程中退。この間、1972年アラスカ州立大学北極生物研究所に所属。1973年大阪市立大学理学部生物学科助手。1976年「ナキウサギの比較行動学並びに比較社会学」で北海道大学理学博士。1982年大阪市立大学理学部講師、1985年-2000年助教授。
学生時代に世界を放浪し、独立したばかりのアフリカ諸国での野生哺乳類への無法な扱いを目の当たりにし、野生哺乳類の生態研究を決意する。1970年代半ばに奈良の社寺林でムササビの生態観察を開始し、国内外でナキウサギ、ツバイなど単独性哺乳類の社会を研究している。
2000年に大阪市立大学をセクハラで懲戒免職となり、冤罪を訴え裁判で地位確認を求めて大阪市と争った。大阪高裁は一連の処分事由をセクハラ行為として認定しなかったが、地位確認の訴えは退けた。
2002年からは妻の川道美枝子が設立した民間団体である関西野生生物研究所の主任研究員としてリス類、ウサギ類、シカ、オオサンショウウオの生息状況の調査研究にあたっている。2005年からは外来生物（アライグマ、ハクビシン）の生態とその対策についても研究している。

## 著書
- 『原猿の森 サルになりそこねたツパイ』中央公論社 自然選書 1978
- 『ふくろをもつけもの コアラ・カンガルー・フクロギツネ』岩崎書店 カラー版自然と科学 1985
- 『花の谷のナキウサギ』金尾恵子絵 ブックローン出版 1990
- 『ウサギがはねてきた道』紀伊国屋書店 科学選書 1994
- 『ムササビ　空飛ぶ座ぶとん』築地書館　2015

### 共編著
- 『けものウォッチング』川道美枝子共編著 京都新聞社 1991
- 『現代の哺乳類学』朝日稔共編　朝倉書店 1991
- 『日本動物大百科 第1巻 哺乳類 1』編 平凡社 1996
- 『日本動物大百科 第2巻 哺乳類 2』伊沢紘生、粕谷俊雄共編 平凡社 1996
- 『冬眠する哺乳類』近藤宣昭,森田哲夫共編 東京大学出版会 2000

## 参考
- 『現代日本人名録』2002年